# Martha Ray
Martha Ray (1742 - 7 de abril de 1779) fue una cantante británica y amante de John Montagu, IV conde de Sandwich.

## Relación con John Montagu
El padre de Martha era corsetero y su madre sirvienta en una casa noble. De buena apariencia, inteligente y con talento para el canto, Martha atrajo la atención de muchos de los clientes de su padre. Fue amante de John Montagu, IV conde de Sandwich, vivió con él desde los diecisiete años, mientras la esposa del conde sufría de una enfermedad mental. Martha dio a luz a cinco hijos, uno de los cuales fue el jurista Basil Montagu. Durante esta época, Martha gozó de una exitosa carrera como cantante, logrando completar al mismo tiempo su educación gracias al apoyo del conde. Sandwich estableció a Martha en una residencia situada en Westminster, otorgándole una generosa pensión y permitiéndole así dispoder de un lugar al que retirarse cuando no deseaba estar en casa del conde.
En público, ambos se comportaban como un matrimonio, pese a que el conde de Sandwich era un hombre casado. Durante este periodo, Martha conoció al soldado James Hackman, quien le fue presentado por el propio conde. Hackman se convirtió en un visitante asiduo en la residencia de la cantante, llegando incluso a proponerle matrimonio, propuesta rechazada por ella. Por aquel entonces, el conde de Sandwich se hallaba fuertemente endeudado, por lo que se cree que pese a la pensión que le otorgaba a Martha, ésta toleraba las cortesías de Hackman debido a que el conde no le ofrecía seguridad económica a largo plazo.
En 1779, Hackman abandonó el ejército y se unió a la Iglesia. Alrededor de 1778, Martha y él habían mantenido una relación amorosa, la cual duró poco tiempo debido a que la cantante consideraba que Hackman carecía de la clase social y del dinero suficiente para poder mantenerla. No obstante, Hackman estaba obsesionado con ella, por lo que empezó a acosarla.

## Asesinato

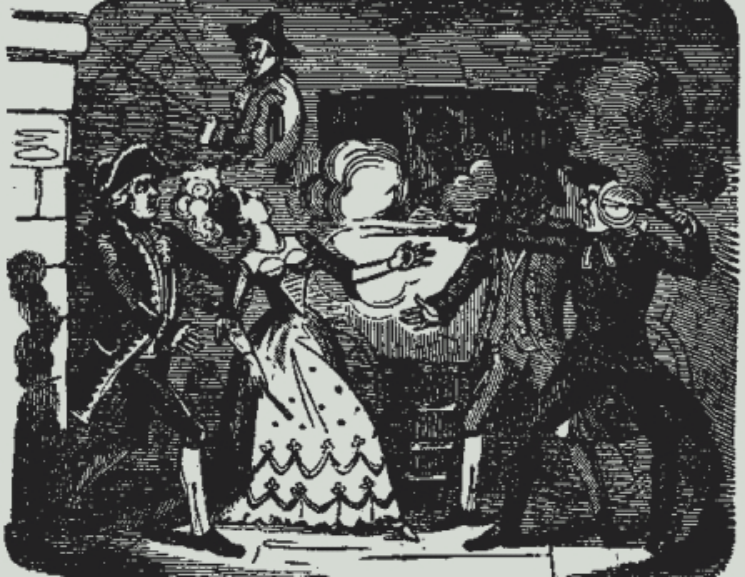
Grabado contemporáneo del asesinato de Martha Ray.

El 7 de abril de 1779, en compañía de su amiga, la cantante Caterina Galli, Martha salió de su casa con el fin de asistir a la representación de la ópera cómica de Isaac Bickerstaffe "Love in a Village". Aquella tarde había recibido la visita de Hackman, pero ante la negativa de Martha a informarle de adónde se dirigía, Hackman decidió seguirla hasta la Royal Opera House en Covent Garden, donde la asesinó, convencido de que Martha y William Hanger, barón de Coleraine, a quienes había visto juntos en Covent Garden, eran amantes. Hackman intentó suicidarse disparándose a sí mismo después del crimen, si bien sólo logró herirse con el arma, siendo arrestado inmediatamente después.
Según el testimonio de la vendedora Mary Anderson, testigo del homicidio: 

Yo estaba de pie en el puesto. Justo al terminar la función vi a dos damas y a un caballero salir del teatro; un caballero de negro los seguía. Llamaron al carruaje de Lady Sandwich. Cuando llegó, el caballero introdujo a la otra dama en el carruaje; la dama que recibió el disparo estaba detrás. Antes de que el caballero pudiera darse la vuelta para introducirla en el carruaje el caballero de negro se acercó, la agarró por el vestido, y sacó de su bolsillo dos pistolas; le disparó con la pistola de la mano derecha (...). Al principio estaba asustada (...) y salí huyendo. Disparó otra pistola, y cayó de inmediato.

Martha, herida de bala en la cabeza, fue conducida rápidamente a una taberna cercana, donde un cirujano declaró su muerte. Dos días después de su entierro, el cual tuvo lugar el 14 de abril, Hackman fue condenado a muerte, siendo ejecutado en la horca ante una gran multitud el 19 de abril en Tyburn, Londres.
El crimen causó sensación y afectó fuertemente al conde de Sandwich. El periodista Herbert Croft lo usó como tema en su popular novela Love and Madness (1780), impresa inicialmente en forma anónima y que fue un éxito de ventas, republicándose hasta bien entrado el siglo XIX. En ese momento, los lectores creían que las cartas reproducidas en la obra eran verdaderas. Hackman es retratado bajo un prisma romántico y, a partir de entonces ha aparecido en la literatura médica como un ejemplo de erotomanía o amor delirante. En la época victoriana el asunto se vio como un ejemplo del libertinaje dieciochesco de la época georgiana.